# پیتر یوستینف
پیتر یوستینف (به انگلیسی: Peter Ustinov) (زادهٔ ۱۶ آوریل ۱۹۲۱ – درگذشتهٔ ۲۸ مارس ۲۰۰۴) هنرپیشه، پدیدآور، کارگردان، و نویسنده اهل انگلستان بود. او بین سال‌های ۱۹۴۰ تا ۲۰۰۴ میلادی فعالیت می‌کرد.

## زندگی‌نامه
یوستینف در ۱۶ آوریل ۱۹۲۱ در لندن به دنیا آمد. پدر وی یک افسر فراری ارتش روسیه تزاری بود که پس از وقوع انقلاب کمونیستی اکتبر در سال ۱۹۱۷ به همراه همسرش به انگلستان مهاجرت کرده بود. یوستینف علاوه به انگلیسی و و روسی به زبان‌های فرانسه آلمانی و اسپانیایی نیز احاطه داشت
شمار فیلم‌های سینمایی و تلویزیونی که یوستینف در طول حدود شصت سال دوران فعالیت هنری خود در آن‌ها حضور یافته حدود ۸۷ مورد است. وی ۱۶ فیلمنامه نوشت، هشت فیلم را کارگردانی کرد، تهیه‌کنندگی پنج فیلم را برعهده داشت و ۳۵ فیلم و برنامه مستند را نیز اجرا کرد.
وی در سال ۱۹۹۰ به دریافت لقب شوالیه از ملکه الیزبت دوم نایل آمده‌است. یکی از فعالیت‌های عمده سال‌های آخر عمر یوستینف اشتغال وی به عنوان سفیر صلح سازمان ملل متحد بود. پطرس غالی دبیرکل وقت سازمان ملل از وی به عنوان از جمله مهم‌ترین سفیران افتخاری سازمان ملل یاد کرده که تجربه و مهارت‌های هنری خود را در زمینه تأثیرگذاری مثبت در مسائل انسانی جهانی به کار گرفت.
وی در فیلم‌های سینمایی و تلویزیونی مشهوری چون «اسپارتاکوس»، «مرگ در رود نیل»، «روغن لورنزو»، «دور دنیا در هشتاد روز»، «ملاقات با مرگ»، «جستجو برای بابانوئل»، «آشانتی»، «دزد بغداد»، «عیسای ناصری»، «توپکاپی» و «بیلی باد» ایفای نقش کرده‌است.
سِـر پیتر یوستینف در سن ۸۲ سالگی در سوئیس درگذشت.

## گزیده فیلمشناسی
- رابین‌هود
- اسپارتاکوس
- عزب
- کو وادیس
- روغن لورنزو
- سینوهه
- لوتر
- ما فرشته نیستیم
- چارلی چان و نفرین ملکه اژدها
- ویکتوریا و آلبرت

## جوایز و افتخارات
وی، دو بار در سال‌های ۱۹۶۱ برای فیلم اسپارتاکوس و ۱۹۶۵ برای فیلم توپکاپی جایزه اسکار گرفت و دو بار دیگر نیز در سال‌های ۱۹۵۱ تا ۱۹۶۸ نامزد دریافت این جایزه بود.
او برندهٔ جایزه اسکار بهترین بازیگر نقش مکمل مرد شد.